# Barrsjömossen
Barrsjömossen este o arie protejată (arie specială de conservare — SAC, sit de importanță comunitară — SCI) din Suedia întinsă pe o suprafață de 37,8 ha, integral pe uscat.

## Localizare
Centrul sitului Barrsjömossen este situat la coordonatele 59°04′15″N 16°14′33″E / 59.0709°N 16.2426°E.

## Înființare
Situl Barrsjömossen a fost declarat sit de importanță comunitară în ianuarie 1998 pentru a proteja un număr necunoscut de specii din flora spontană și fauna sălbatică aflate în arealul zonei. Situl a fost protejat și ca arie specială de conservare în martie 2011.

## Biodiversitate
Situată în ecoregiunea boreală, aria protejată conține 1 habitat natural: Mlaștini turboase de tranziție și turbării mișcătoare.
La baza desemnării sitului se află un număr nedeclarat de specii protejate.